# アウトバーン 1
アウトバーン 1（独：Bundesautobahn 1、BAB 1 または A 1）はドイツの高速道路の一路線である。シュレースヴィヒ＝ホルシュタイン州オルデンブルク・イン・ホルシュタインからザールブリュッケンまで延び、730 kmの距離があるが、ケルンとトリーアの間が未完成である。北端はオルデンブルクからフェーマルン島の端に位置するプットガルテンまで続く B 207 に接続し、プットガルテンからはフェリーでデンマークのロービュへ接続する。

## 概要

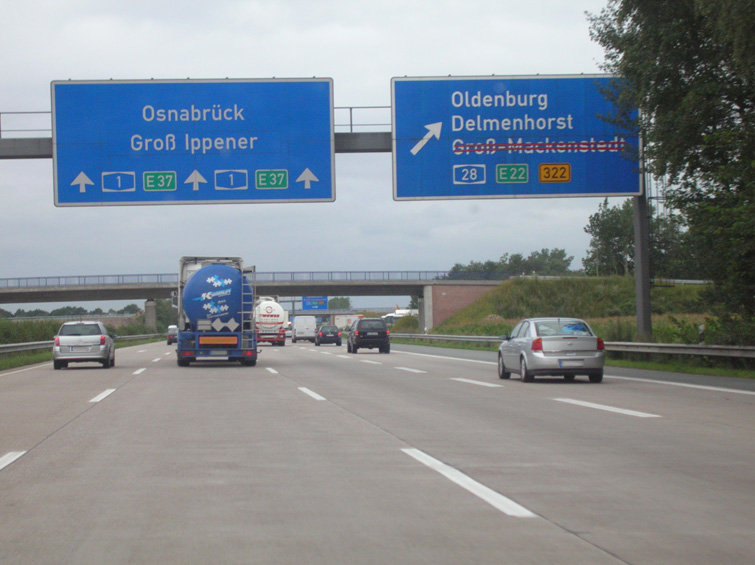
ブレーメン南西部、オスナブリュック方面

ハンブルクの北の部分は、Vogelfluglinie（飛ぶ鳥線）の一部であり、デンマークのコペンハーゲンまで橋によって接続する計画がある（下記参照）。Hansalinie（ハンザ線）はリューベックからルール地方の南（ドルトムント付近）までの部分を指している（ハンブルクの北部、Vogelfluglinieと重複）。アウトバーンは、双方向とも2または3車線である。渋滞はハンブルクの周りでよく発生し、連休時のハンブルクとミュンスター間、また道路工事のためにドルトムントとケルンの間、特にケルンの周りで発生する。ラッシュアワー時にはケルン周辺の区間がひどく混雑し（AADT : Annual Average Daily Traffic（年平均日交通量） 100,000 - 120,000台）、特に南行きの車線は102と104の出口の間が2車線しかないため、渋滞が激しい。2006 FIFAワールドカップ開催に合わせて、102と103の出口の間に仮設の第3車線が加えられたが、狭い3車線であるために制限速度は80 km/hとされている。レーバークーゼンJCTからケルン西JCTまでの区間はケルン環状アウトバーンの一区間をなす。

## 行程
- 計画段階の新規インターチェンジおよびジャンクションは含まれていない。
- 接続路線名の特記がないものは州道または郡道。

| アウトバーン 1の行程一覧表 | アウトバーン 1の行程一覧表                   | アウトバーン 1の行程一覧表                                                                | アウトバーン 1の行程一覧表                      | アウトバーン 1の行程一覧表          |
| IC 番号                    | 施設名                                       | 施設名                                                                                    | 接続路線名                                      | 州                                  |
| -------------------------- | -------------------------------------------- | ----------------------------------------------------------------------------------------- | ----------------------------------------------- | ----------------------------------- |
| --                         | 起点                                         | 起点                                                                                      | 連邦道路207号線                                 | シュレースヴィヒ＝ ホルシュタイン州 |
| 5                          | インターチェンジ                             | ハイリゲンハーフェン＝東 Heiligenhafen-Ost                                                | 連邦道路501号線                                 | シュレースヴィヒ＝ ホルシュタイン州 |
| 6                          | インターチェンジ                             | ハイリゲンハーフェン＝中央 Heiligenhafen-Mitte                                            | --                                              | シュレースヴィヒ＝ ホルシュタイン州 |
| 7                          | インターチェンジ                             | グレーマースドフル Gremersdorf                                                            | --                                              | シュレースヴィヒ＝ ホルシュタイン州 |
| 8                          | インターチェンジ                             | ヤーンスドフル Jahnshof                                                                   | --                                              | シュレースヴィヒ＝ ホルシュタイン州 |
| 9                          | インターチェンジ                             | オルデンブルク・イン・ホルシュタイン＝北 Oldenburg in Holstein - Nord                     | --                                              | シュレースヴィヒ＝ ホルシュタイン州 |
| 10                         | インターチェンジ                             | オルデンブルク・イン・ホルシュタイン＝中央 Olderburg in Holstein - Mitte                  | --                                              | シュレースヴィヒ＝ ホルシュタイン州 |
| 11                         | インターチェンジ                             | オルデンブルク・イン・ホルシュタイン＝南 Oldenburg in Holstein - Süd                      | 連邦道路202号線                                 | シュレースヴィヒ＝ ホルシュタイン州 |
| 12                         | インターチェンジ                             | レンザーン Lensahn                                                                        | --                                              | シュレースヴィヒ＝ ホルシュタイン州 |
| 13                         | インターチェンジ                             | ノイシュタット・イン・ホルシュタイン＝ペルツァーハーケン Neustadt in Holstein-Pelzerhaken | 連邦道路501号線                                 | シュレースヴィヒ＝ ホルシュタイン州 |
| 14                         | インターチェンジ                             | ノイシュタット・イン・ホルシュタイン＝中央 Neustadt in Holstein - Mitte                   | --                                              | シュレースヴィヒ＝ ホルシュタイン州 |
| 15                         | インターチェンジ                             | オイティーン Eutin                                                                        | 連邦道路76号線                                  | シュレースヴィヒ＝ ホルシュタイン州 |
| 16                         | インターチェンジ                             | シャーボイッツ Scharbeutz                                                                 | 連邦道路432号線                                 | シュレースヴィヒ＝ ホルシュタイン州 |
| 17                         | インターチェンジ                             | パンスドルフ Pansdorf                                                                     | --                                              | シュレースヴィヒ＝ ホルシュタイン州 |
| 18                         | インターチェンジ                             | ラーテカウ Ratekau                                                                        | --                                              | シュレースヴィヒ＝ ホルシュタイン州 |
| 19                         | インターチェンジ                             | ゼレーツ Sereetz                                                                          | --                                              | シュレースヴィヒ＝ ホルシュタイン州 |
| 20                         | ジャンクション                               | バート・シュヴァルタウ分岐点 Dreieck Bad Schwartau                                        | アウトバーン 226                                | シュレースヴィヒ＝ ホルシュタイン州 |
| 21                         | インターチェンジ                             | バート・シュヴァルタウ Bad Schwartau                                                      | --                                              | シュレースヴィヒ＝ ホルシュタイン州 |
| 22                         | インターチェンジ                             | リューベック＝中央 Lübeck-Zentrum                                                         | --                                              | シュレースヴィヒ＝ ホルシュタイン州 |
| 23                         | インターチェンジ                             | リューベック＝モイスリング Lübeck-Moisling                                                | --                                              | シュレースヴィヒ＝ ホルシュタイン州 |
| 24                         | ジャンクション                               | リューベック交差点 Kreuz Lübeck                                                           | アウトバーン 20                                 | シュレースヴィヒ＝ ホルシュタイン州 |
| 25                         | インターチェンジ                             | ラインフェルト Reinfeld                                                                   | --                                              | シュレースヴィヒ＝ ホルシュタイン州 |
| 26                         | インターチェンジ                             | バート・オルデスロー Bad Oldesloe                                                         | 連邦道路208号線                                 | シュレースヴィヒ＝ ホルシュタイン州 |
| 27                         | ジャンクション                               | バークテハイデ交差点 Kreuz Bargteheide                                                    | アウトバーン 21                                 | シュレースヴィヒ＝ ホルシュタイン州 |
| 28                         | インターチェンジ                             | アーレンスブルク Ahrensburg                                                               | --                                              | シュレースヴィヒ＝ ホルシュタイン州 |
| 29                         | インターチェンジ                             | シュターペルフェルト Stapelfeld                                                           | --                                              | シュレースヴィヒ＝ ホルシュタイン州 |
| 30                         | インターチェンジ                             | バースビュッテル Barsbüttel                                                               | --                                              | シュレースヴィヒ＝ ホルシュタイン州 |
| 31                         | ジャンクション                               | ハンブルク＝東交差点 Kreuz Hamburg-Ost                                                    | アウトバーン 24                                 | シュレースヴィヒ＝ ホルシュタイン州 |
| 32                         | インターチェンジ                             | ハンブルク＝エーイェンドルフ Hamburg-Öjendorf                                             | --                                              | ハンブルク州                        |
| 33                         | インターチェンジ                             | ハンブルク＝ビルシュテット Hamburg-Billstedt                                              | 連邦道路5号線                                   | ハンブルク州                        |
| 34                         | インターチェンジ                             | ハンブルク＝モールフレート Hamburg-Moorfleet                                              | --                                              | ハンブルク州                        |
| 35                         | ジャンクション                               | ハンブルク＝南東分岐点 Dreieck Hamburg-Südost                                             | アウトバーン 25                                 | ハンブルク州                        |
| 36                         | ジャンクション                               | ハンブルク＝南交差点 Kreuz Hamburg-Süd                                                    | アウトバーン 252 アウトバーン 255               | ハンブルク州                        |
| 37                         | インターチェンジ                             | ハンブルク＝シュティルホルン Hamburg- Stillhorn                                           | --                                              | ハンブルク州                        |
| 38                         | インターチェンジ                             | ハンブルク＝ハーブルク Hamburg-Harburg                                                    | --                                              | ハンブルク州                        |
| 39                         | ジャンクション                               | マシェン交差点 Maschener Kreuz                                                            | アウトバーン 7 アウトバーン 39                  | ニーダーザクセン州                  |
| 40                         | ジャンクション                               | ホルスト分岐点 Horster Dreieck                                                            | アウトバーン 7                                  | ニーダーザクセン州                  |
| 41                         | インターチェンジ                             | ゼーヴェタール＝ヒットフェルト Seevetal-Hittfeld                                          | --                                              | ニーダーザクセン州                  |
| 42                         | インターチェンジ                             | ブーフホルツ＝ディッバーゼン Buchholz-Dibbersen                                           | 連邦道路75号線                                  | ニーダーザクセン州                  |
| 43                         | ジャンクション                               | ブーフホルツ分岐点 Buchholzer Dreieck                                                     | アウトバーン 261                                | ニーダーザクセン州                  |
| 44                         | インターチェンジ                             | ラーデ Rade                                                                               | 連邦道路3号線                                   | ニーダーザクセン州                  |
| 45                         | インターチェンジ                             | ホレンシュテット Hollenstedt                                                              | --                                              | ニーダーザクセン州                  |
| 46                         | インターチェンジ                             | ハイデナウ Heidenau                                                                       | --                                              | ニーダーザクセン州                  |
| 47                         | インターチェンジ                             | ジッテンゼン Sittensen                                                                    | --                                              | ニーダーザクセン州                  |
| 48                         | インターチェンジ                             | エルスドルフ Elsdorf                                                                      | --                                              | ニーダーザクセン州                  |
| 49                         | インターチェンジ                             | ボッケル Bockel                                                                           | 連邦道路71号線                                  | ニーダーザクセン州                  |
| 50                         | インターチェンジ                             | シュッケンボルステル Stuckenborstel                                                       | 連邦道路75号線                                  | ニーダーザクセン州                  |
| 51                         | インターチェンジ                             | ポストハウゼン Posthausen                                                                 | --                                              | ニーダーザクセン州                  |
| 52                         | インターチェンジ                             | オイテン Oyten                                                                            | --                                              | ニーダーザクセン州                  |
| 53                         | ジャンクション                               | ブレーメン交差点 Bremer Kreuz                                                             | アウトバーン 27                                 | ニーダーザクセン州                  |
| 54                         | インターチェンジ                             | ウップフーゼン/ブレーメン＝マーンドルフ Uphusen/Bremen-Mahndorf                           | --                                              | ニーダーザクセン州                  |
| 55                         | インターチェンジ                             | ブレーメン＝ヘーメリンゲン Bremen-Hemelingen                                              | --                                              | ブレーメン州                        |
| 56                         | アウトバーン規格の連邦道路とのジャンクション | ブレーメン＝アルステン Bremen-Arsten                                                      | 連邦道路6号線                                   | ブレーメン州                        |
| 57                         | インターチェンジ                             | ブレーメン/ブリンクム Bremen/Brinkum                                                      | 連邦道路6号線                                   | ニーダーザクセン州                  |
| 58a                        | ジャンクション                               | シュテゥア分岐点 Dreieck Stuhr                                                            | アウトバーン 28                                 | ニーダーザクセン州                  |
| 58b                        | インターチェンジ                             | デルメンホルスト＝東（出口のみ） Delmenhorst-Ost                                          | --                                              | ニーダーザクセン州                  |
| 59                         | インターチェンジ                             | グロース・イッペナー Groß Ippener                                                         | --                                              | ニーダーザクセン州                  |
| 60                         | インターチェンジ                             | ヴィルデスハウゼン＝北 Wildeshausen-Nord                                                  | 連邦道路213号線                                 | ニーダーザクセン州                  |
| 61                         | インターチェンジ                             | ヴィルデスハウゼン＝西 Wildeshausen-West                                                  | 連邦道路213号線                                 | ニーダーザクセン州                  |
| 62                         | インターチェンジ                             | アールホルナー・ハイデ Ahlhorner Heide                                                    | --                                              | ニーダーザクセン州                  |
| 62                         | ジャンクション                               | アールホルナー・ハイデ分岐点 Dreieck Ahlhorner Heide                                      | アウトバーン 29                                 | ニーダーザクセン州                  |
| 63                         | インターチェンジ                             | クロッペンブルク Cloppenburg                                                              | 連邦道路29号線 連邦道路72号線                   | ニーダーザクセン州                  |
| 64                         | インターチェンジ                             | フェヒタ Vechta                                                                           | --                                              | ニーダーザクセン州                  |
| 65                         | インターチェンジ                             | ローネ/ディンクラーゲ Lohne/Dinklage                                                      | --                                              | ニーダーザクセン州                  |
| 66                         | インターチェンジ                             | ホルドルフ Holdorf                                                                        | 連邦道路214号線                                 | ニーダーザクセン州                  |
| 67                         | インターチェンジ                             | ノイエンキルヒェン＝フェルデン Neuenkirchen-Vörden                                        | --                                              | ニーダーザクセン州                  |
| 68                         | インターチェンジ                             | ブラームシェ Bramsche                                                                     | 連邦道路218号線                                 | ニーダーザクセン州                  |
| 70                         | アウトバーン規格の連邦道路とのジャンクション | オスナブリュック＝北 Osnabrück-Nord                                                       | 連邦道路68号線                                  | ニーダーザクセン州                  |
| 71                         | インターチェンジ                             | オスナブリュック＝港 Osnabrück-Hafen                                                      | --                                              | ニーダーザクセン州                  |
| 72                         | ジャンクション                               | ロッテ/オスナブリュック交差点 Kreuz Lotte/Osnabrück                                       | アウトバーン 30                                 | ノルトライン＝ ヴェストファーレン州 |
| 73                         | インターチェンジ                             | レンゲリッヒ Lengerich                                                                    | --                                              | ノルトライン＝ ヴェストファーレン州 |
| 74                         | インターチェンジ                             | ラットベルゲン Ladbergen                                                                  | 連邦道路475号線                                 | ノルトライン＝ ヴェストファーレン州 |
| 75                         | インターチェンジ                             | ミュンスター/オスナブリュック空港 Flughafen Münster/Osnabrück                             | --                                              | ノルトライン＝ ヴェストファーレン州 |
| 76                         | インターチェンジ                             | グレーヴェン Greven                                                                       | 連邦道路481号線                                 | ノルトライン＝ ヴェストファーレン州 |
| 77                         | アウトバーン規格の連邦道路とのジャンクション | ミュンスター＝北交差点 Kreuz Münster-Nord                                                 | 連邦道路54号線                                  | ノルトライン＝ ヴェストファーレン州 |
| 78                         | ジャンクション                               | ミュンスター＝南交差点 Kreuz Münster-Süd                                                  | アウトバーン 43 連邦道路51号線                  | ノルトライン＝ ヴェストファーレン州 |
| 79a                        | インターチェンジ                             | ミュンスター＝ヒルトルップ Münster-Hiltrup                                                | --                                              | ノルトライン＝ ヴェストファーレン州 |
| 79                         | インターチェンジ                             | アシェベルク Ascheberg                                                                    | 連邦道路58号線                                  | ノルトライン＝ ヴェストファーレン州 |
| 80                         | インターチェンジ                             | ハム＝ボックム/ヴェルネ Hamm-Bockum / Werne                                               | --                                              | ノルトライン＝ ヴェストファーレン州 |
| 81                         | インターチェンジ                             | ハム/ベルクカーメン Hamm/Bergkamen                                                        | --                                              | ノルトライン＝ ヴェストファーレン州 |
| 82                         | ジャンクション                               | カーメン交差点 Kamener Kreuz                                                              | アウトバーン 2                                  | ノルトライン＝ ヴェストファーレン州 |
| 83                         | インターチェンジ                             | カーメン＝中央 Kamen-Zentrum                                                              | 連邦道路233号線                                 | ノルトライン＝ ヴェストファーレン州 |
| 84                         | インターチェンジ                             | ウンナ Unna                                                                               | 連邦道路1号線                                   | ノルトライン＝ ヴェストファーレン州 |
| 84                         | ジャンクション                               | ドルトムント/ウンナ・アウトバーン交差点 Autobahnkreuz Dortmund/Unna                       | アウトバーン 44                                 | ノルトライン＝ ヴェストファーレン州 |
| 85                         | インターチェンジ                             | シュヴェルテ Schwerte                                                                     | 連邦道路236号線                                 | ノルトライン＝ ヴェストファーレン州 |
| 86                         | ジャンクション                               | ヴェストホーフェン交差点 Westhofener Kreuz                                                | アウトバーン 45                                 | ノルトライン＝ ヴェストファーレン州 |
| 87                         | インターチェンジ                             | ハーゲン＝北 Hagen-Nord                                                                   | --                                              | ノルトライン＝ ヴェストファーレン州 |
| 88                         | インターチェンジ                             | ハーケン＝西 Hagen-West                                                                   | 連邦道路226号線                                 | ノルトライン＝ ヴェストファーレン州 |
| 89                         | インターチェンジ                             | フォルマーシュタイン Volmarstein                                                          | --                                              | ノルトライン＝ ヴェストファーレン州 |
| 90                         | インターチェンジ                             | ゲーヴェルスベルク Gevelsberg                                                             | --                                              | ノルトライン＝ ヴェストファーレン州 |
| 92                         | ジャンクション                               | ヴッパータール＝北交差点 Kreuz Wuppertal-Nord                                             | アウトバーン 43 アウトバーン 46 連邦道路326号線 | ノルトライン＝ ヴェストファーレン州 |
| 93                         | インターチェンジ                             | ヴッパータール＝ランガーフェルト Wuppertal-Langerfeld                                     | 連邦道路7号線                                   | ノルトライン＝ ヴェストファーレン州 |
| 94                         | インターチェンジ                             | ヴッパータール＝ロンスドルフ Wuppertal-Ronsdorf                                           | --                                              | ノルトライン＝ ヴェストファーレン州 |
| 95a                        | インターチェンジ                             | レムシャイト＝レンネップ Remscheid-Lennep                                                 | --                                              | ノルトライン＝ ヴェストファーレン州 |
| 95b                        | インターチェンジ                             | レムシャイト Remscheid                                                                    | 連邦道路229号線                                 | ノルトライン＝ ヴェストファーレン州 |
| 96                         | インターチェンジ                             | ヴェルメルスキルヒェン Wermelskirchen                                                     | --                                              | ノルトライン＝ ヴェストファーレン州 |
| 97                         | インターチェンジ                             | ブルシャイト Burscheid                                                                    | 連邦道路51号線                                  | ノルトライン＝ ヴェストファーレン州 |
| 98                         | ジャンクション                               | レーバークーゼン交差点 Kreuz Leverkusen                                                   | アウトバーン 3                                  | ノルトライン＝ ヴェストファーレン州 |
| 99                         | ジャンクション                               | レーバークーゼン＝西交差点 Kreuz Leverkusen-West                                          | アウトバーン 59                                 | ノルトライン＝ ヴェストファーレン州 |
| 100                        | インターチェンジ                             | ケルン＝ニール Köln-Niehl                                                                 | --                                              | ノルトライン＝ ヴェストファーレン州 |
| 101                        | ジャンクション                               | ケルン＝北交差点 Kreuz Köln-Nord                                                          | アウトバーン 57                                 | ノルトライン＝ ヴェストファーレン州 |
| 102                        | インターチェンジ                             | ケルン＝ボックレミュント Köln-Bocklemünd                                                  | 連邦道路59号線                                  | ノルトライン＝ ヴェストファーレン州 |
| 103                        | インターチェンジ                             | ケルン＝レーヴェニッヒ Köln-Lövenich                                                      | 連邦道路55号線                                  | ノルトライン＝ ヴェストファーレン州 |
| 104                        | ジャンクション                               | ケルン＝西交差点 Kreuz Köln-West                                                          | アウトバーン 4                                  | ノルトライン＝ ヴェストファーレン州 |
| 104                        | インターチェンジ                             | フレッヒェン Frechen                                                                      | 連邦道路264号線                                 | ノルトライン＝ ヴェストファーレン州 |
| 105                        | インターチェンジ                             | グロイエル Gleuel                                                                         | --                                              | ノルトライン＝ ヴェストファーレン州 |
| 106                        | インターチェンジ                             | ヒュルト Hürth                                                                            | --                                              | ノルトライン＝ ヴェストファーレン州 |
| 107                        | ジャンクション                               | エルフトタール分岐点 Dreieck Erfttal                                                      | アウトバーン 61                                 | ノルトライン＝ ヴェストファーレン州 |
| 108                        | インターチェンジ                             | エルフトシュタット Erftstadt                                                              | 連邦道路265号線                                 | ノルトライン＝ ヴェストファーレン州 |
| 109                        | ジャンクション                               | ブリースハイム交差点 Kreuz Bliesheim                                                      | アウトバーン 61 アウトバーン 553                | ノルトライン＝ ヴェストファーレン州 |
| 110a                       | インターチェンジ                             | ヴァイラースヴィウト＝西 Weilerswist-West                                                 | --                                              | ノルトライン＝ ヴェストファーレン州 |
| 110b                       | インターチェンジ                             | オイスキルヒェン（北ランプ） Euskirchen (Nordteil)                                        | 連邦道路51号線                                  | ノルトライン＝ ヴェストファーレン州 |
| 110b                       | インターチェンジ                             | オイスキルヒェン（南ランプ） Euskirchen (Südteil)                                         | 連邦道路56号線                                  | ノルトライン＝ ヴェストファーレン州 |
| 111                        | インターチェンジ                             | ヴィースキルヒェン（オイスキルヒェン） Wißkirchen (Euskirchen)                            | 連邦道路266号線                                 | ノルトライン＝ ヴェストファーレン州 |
| 112                        | インターチェンジ                             | メヒャーニッヒ Mechernich                                                                 | --                                              | ノルトライン＝ ヴェストファーレン州 |
| 113                        | インターチェンジ                             | ネッタースハイム Nettersheim                                                              | 連邦道路477号線                                 | ノルトライン＝ ヴェストファーレン州 |
| 114                        | インターチェンジ                             | ブランケンハイム（ 臨時終点） Blankenheim                                                 | 連邦道路51号線                                  | ノルトライン＝ ヴェストファーレン州 |
| 117                        | インターチェンジ                             | ケルベルク（ 臨時起点） Kelberg                                                           | 連邦道路410号線                                 | ラインラント＝ プファルツ州         |
| 118                        | インターチェンジ                             | ゲロルシュタイン Gerolstein                                                               | 連邦道路410n号線                                | ラインラント＝ プファルツ州         |
| 119                        | インターチェンジ                             | ダウン Daun                                                                               | 連邦道路257号線                                 | ラインラント＝ プファルツ州         |
| 120                        | ジャンクション                               | ヴルカーンアイフェル分岐点 Dreieck Vulkaneifel                                            | アウトバーン 48                                 | ラインラント＝ プファルツ州         |
| 121                        | インターチェンジ                             | メーレン Mehren                                                                           | 連邦道路421号線                                 | ラインラント＝ プファルツ州         |
| 122                        | インターチェンジ                             | マンダーシャイト Manderscheid                                                             | --                                              | ラインラント＝ プファルツ州         |
| 123                        | インターチェンジ                             | ハースボルン Hasborn                                                                      | --                                              | ラインラント＝ プファルツ州         |
| 125                        | インターチェンジ                             | ヴィットリヒ＝中央 Wittlich-Mitte                                                         | 連邦道路50号線                                  | ラインラント＝ プファルツ州         |
| 126                        | ジャンクション                               | ヴィットリヒ交差点 Kreuz Wittlich                                                         | アウトバーン 60                                 | ラインラント＝ プファルツ州         |
| 127                        | インターチェンジ                             | ザルムタール Salmtal                                                                      | --                                              | ラインラント＝ プファルツ州         |
| 128                        | インターチェンジ                             | フェーレン Föhren                                                                         | --                                              | ラインラント＝ プファルツ州         |
| 129                        | インターチェンジ                             | シュヴァイヒ Schweich                                                                     | --                                              | ラインラント＝ プファルツ州         |
| 130                        | ジャンクション                               | モーゼルタール分岐点 Dreieck Moseltal                                                     | アウトバーン 602                                | ラインラント＝ プファルツ州         |
| 131                        | インターチェンジ                             | メーリング Mehring                                                                        | --                                              | ラインラント＝ プファルツ州         |
| 132                        | インターチェンジ                             | ラインスフェルト Reinsfeld                                                                | 連邦道路52号線 連邦道路327号線 連邦道路407号線  | ラインラント＝ プファルツ州         |
| 133                        | インターチェンジ                             | ヘルメスカイル Hermeskeil                                                                 | --                                              | ラインラント＝ プファルツ州         |
| 134                        | インターチェンジ                             | ノンヴァイラー Nonnweiler                                                                 |                                                 | ザールラント州                      |
| 135                        | ジャンクション                               | ノンヴァイラー分岐点 Dreieck Nonnweiler                                                   | アウトバーン 62                                 | ザールラント州                      |
| 136                        | インターチェンジ                             | オッツェンハウゼン Otzenhausen                                                            | --                                              | ザールラント州                      |
| 137                        | インターチェンジ                             | ブラウンスハウゼン Braunshausen                                                           | --                                              | ザールラント州                      |
| 138                        | インターチェンジ                             | プリムスタール Primstal                                                                   | --                                              | ザールラント州                      |
| 139                        | インターチェンジ                             | トーライ＝ハースボルン Tholey-Hasborn                                                     | --                                              | ザールラント州                      |
| 140                        | インターチェンジ                             | トーライ Tholey                                                                           | 連邦道路269号線                                 | ザールラント州                      |
| 141                        | インターチェンジ                             | エッペルボルン Eppelborn                                                                  | 連邦道路10号線                                  | ザールラント州                      |
| 142                        | インターチェンジ                             | イリンゲン Illingen                                                                       | --                                              | ザールラント州                      |
| 143                        | ジャンクション                               | ザールブリュッケン交差点 Kreuz Saarbrücken                                                | アウトバーン 8                                  | ザールラント州                      |
| 144                        | インターチェンジ                             | クヴィルシャイト Quierschied                                                              | --                                              | ザールラント州                      |
| 145                        | インターチェンジ                             | ホルツ Holz                                                                               | --                                              | ザールラント州                      |
| 146                        | インターチェンジ                             | リーゲルスベルク Riegelsberg                                                              | --                                              | ザールラント州                      |
| 147                        | インターチェンジ                             | ザールブリュッケン＝ノイハウス Saarbrücken-Neuhaus                                        | 連邦道路268号線                                 | ザールラント州                      |
| 148                        | インターチェンジ                             | ザールブリュッケン＝フォン・デア・ハイト Saarbrücken-Ven der Heydt                        | --                                              | ザールラント州                      |
| 150                        | インターチェンジ                             | ザールブリュッケン＝ブルバッハ Saarbrücken-Burbach                                        | --                                              | ザールラント州                      |
| --                         | 終点                                         | 終点                                                                                      | 連邦道路268号線                                 | ザールラント州                      |

## 歴史

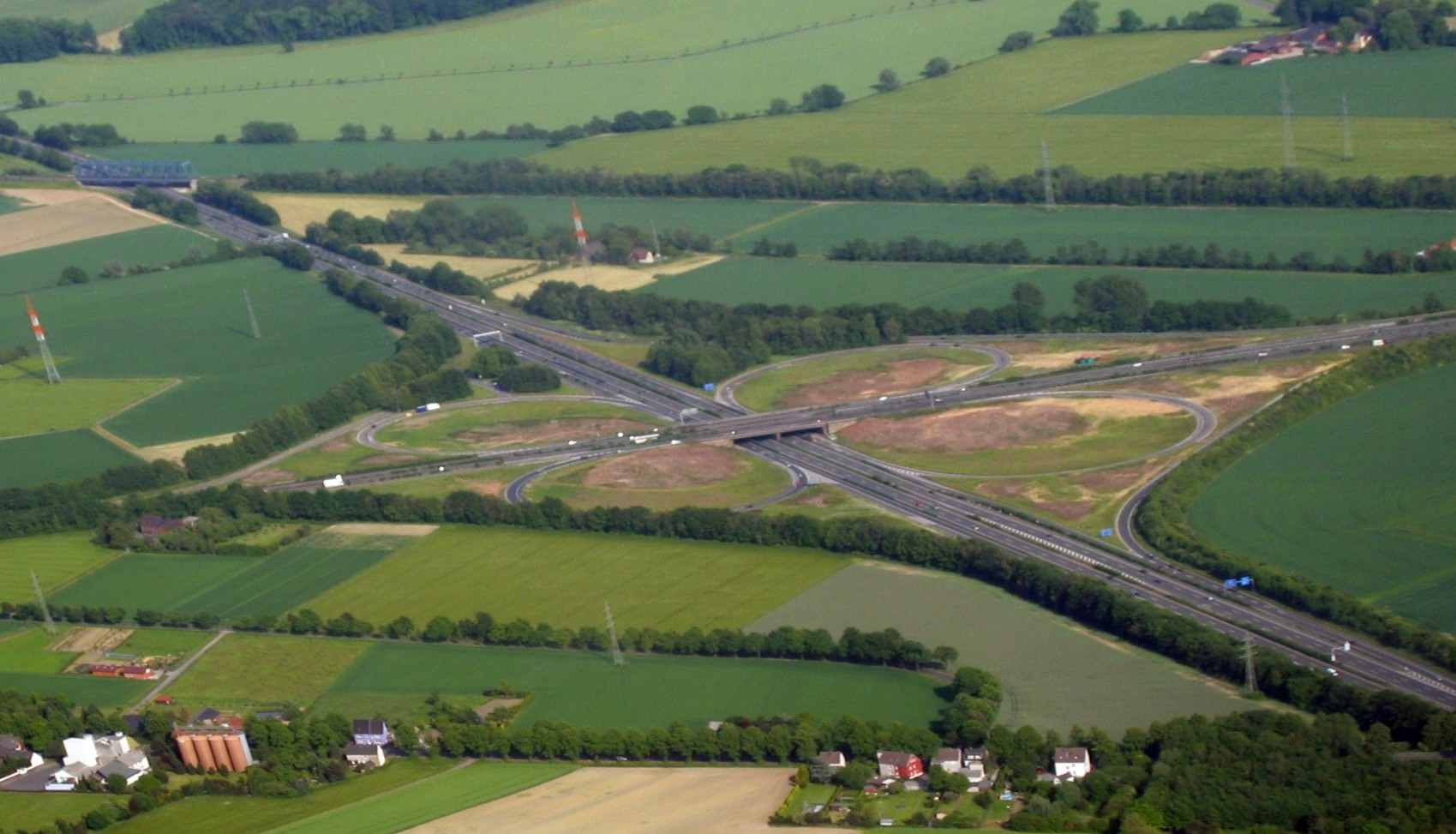
カーメンのジャンクション (Kamener Kreuz)

A 1とA 2の計画は1920年代に始まった。A 1とA 2間のジャンクション（Kamener Kreuz）は1937年に開設され、ドイツにおける最初のクローバー型ジャンクションの1つであった。ハンブルクの南端周辺のA 1は、エルベ川を渡る橋を含めて1962年に開設された。このバイパスは都市の両側に存在するアウトバーンの既設区間を接続した。

## 計画

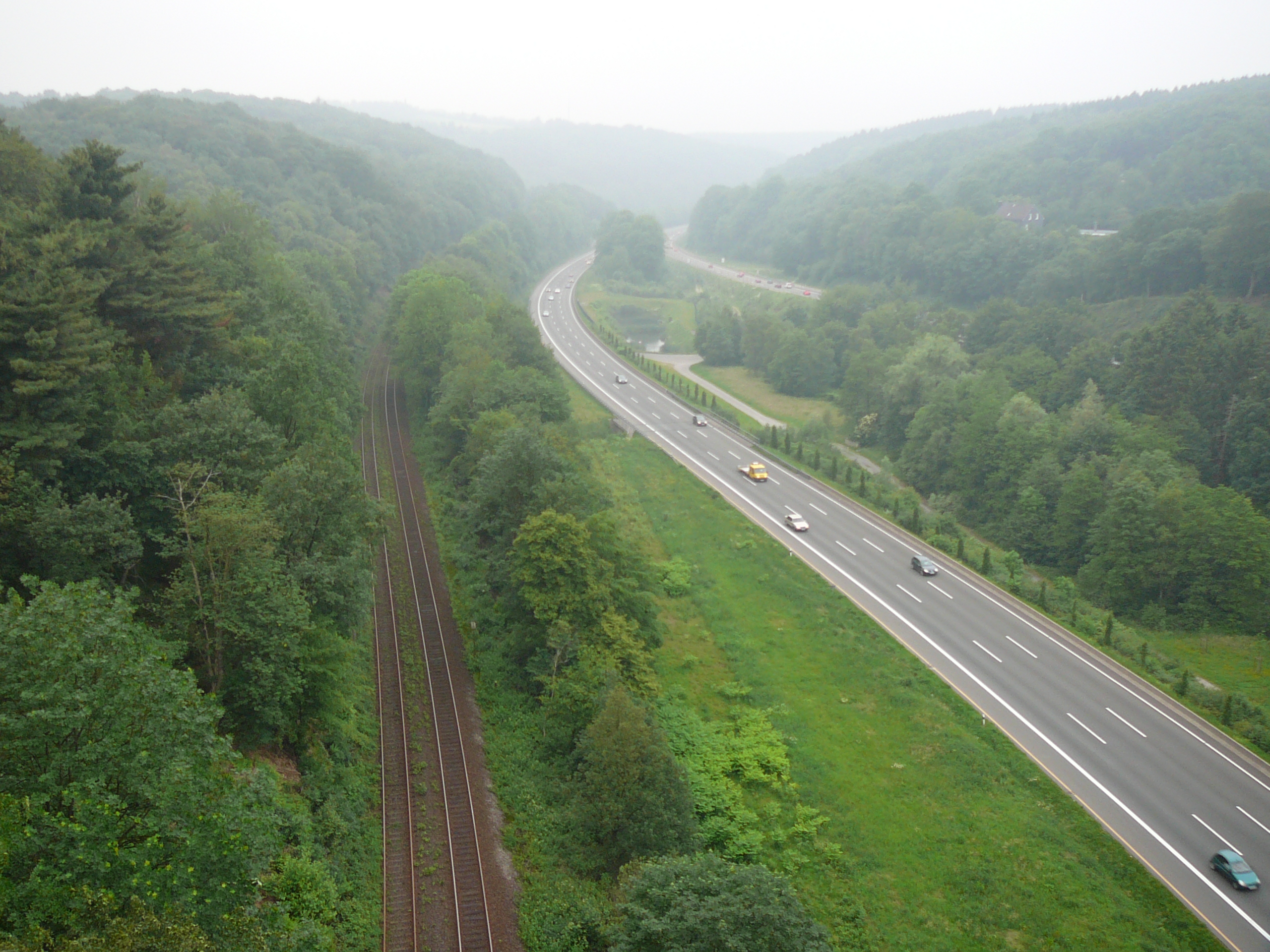
ヴッパータールRonsdorfのBlombach川付近の区間。3車線の拡張が行われた。

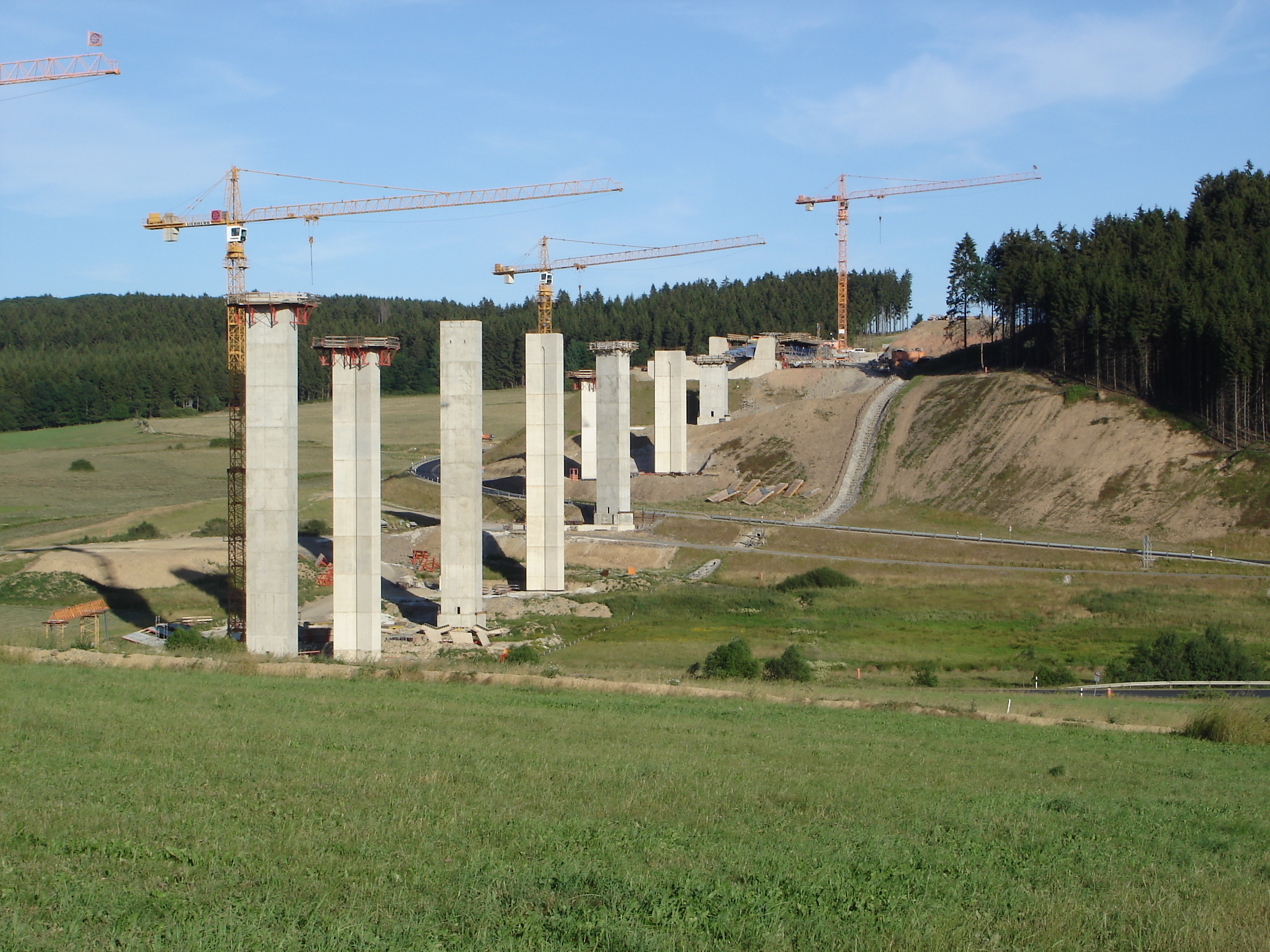
Daunの建設中の橋(2006年7月)

A 1は北のハイリゲンハーフェンに向けて延伸中であり、2008年の開通が予定されている。さらに計画によればプットガルテンまでA 1を延伸する可能性があり、ことによるとフェーマルンベルトを渡る橋を通過してデンマークの領地をコペンハーゲンまで接続されるかもしれない。ケルンの南の未完成区間のすぐ南には、A 48とのアイフェル火山インターチェンジが1970年代に建設された。未完成区域を完成させるための計画もあるが、完成までは2つの路線間の通過交通はA 48、A 61、および様々な地方道を使用している。